# 노래기강
노래기는 노래기강의 절지동물을 일컫는다. 배각류(倍脚類)라고도 한다. 과거에는 향랑각시(香娘―)라고도 하였다. 몸은 길며, 머리 부분과 몸통 부분으로 나뉜다. 몸의 단면은 원형이나 활 모양의 삼각형 또는 편평한 반원형이다. 몸통 부분의 체절은 거의 모두 두 개씩 겹쳐진 겹체절을 이루고 있으며, 거기에 두 쌍의 발이 나와 있다. 호흡은 기관으로 하며, 기문은 일반적으로 아랫면의 걷는발이 붙어 있는 자리 가까이에 열려 있다. 대부분 땅 속의 부식질을 먹고 생활한다. 36개의 다리를 지닌 종부터 1,000개 이상의 다리를 지닌 종까지 있다. 고생대 실루리아기부터 출현하였으며 전 세계 16개 목, 140개 과에 약 12,000여 종 이상이 기록되어 있으며, 지구상에 약 80,000여 종이 서식하고 있을 것으로 추정하고 있다. 노래기·왕노래기·공노래기·민달팽이노래기·붉은반점노래기 등이 이에 속한다. 또 노래기의 경우는 길이와 다리가 많다는 점에서 전체적인 모양이 거의 지네와 비슷하여 지네로 혼동하기가 쉽다.

## 하위 분류
- 털보노래기아강 또는 촉악아강 (觸顎亞綱, Penicillata) Latreille, 1831
  - 털보노래기목 (Polyxenida) Lucas, 1840
- 순악아강 (脣顎亞綱, Chilognatha)
  - 오각노래기하강 또는 오대하강 (五帶下綱, Pentazonia) Brandt, 1833
    - 글로메리데스무스목 (Glomeridesmida) Latzel, 1884
    - 구슬노래기목 (Glomerida) Leach, 1814
    - 스파이로테리니움목 (Sphaerotheriida) Brandt, 1833

  - 긴노래기하강 또는 유연충하강 (類蠕蟲下綱, Helminthomorpha) Pocock, 1887
    - 땅노래기준강 (Colobognatha) - 측계통군?
      - 땅노래기목 (Polyzoniida) Gervais, 1844
      - 넓적노래기목 또는 장님노래기목 (Platydesmida) DeSaussure, 1860
      - Siphonocryptida (이전에는 땅노래기목에 포함)
      - Siphonophorida Hoffman, 1980

    - 진악준강 (眞顎準綱, Eugnatha)
      - 각시노래기상목 (Juliformia)
        - 갈퀴노래기목 또는 각시노래기목 (Julida) Brandt, 1833
        - 나사창살노래기목 (Spirobolida)
        - 나사노래기목 (Spirostreptida)

      - 질삼노래기상목 (Nematophora)
        - 칼리푸스목 (Callipodida) Bollman, 1893
        - 끈노래기목 (Chordeumatida) Koch, 1847
        - 스템미울루스목 (Stemmiulida) Pocock, 1894
        - 시포니울루스목 (Siphoniulida) Cook, 1895

      - 띠노래기상목 (Merocheta)
        - 띠노래기목 (Polydesmida) Pocock, 1887

## 같이 보기
- 지네
- 그리마